# Соотношение Бретшнайдера
Соотношение Бретшнайдера — соотношение в четырёхугольнике, аналог теоремы косинусов.

## Формулировка

Четырехугольник

Между сторонами a, b, c, d, углами {\displaystyle \alpha ,\gamma ,} противоположными друг другу, и диагоналями e, f простого (несамопересекающегося) четырёхугольника выполняется соотношение:
{\displaystyle e^{2}f^{2}=a^{2}c^{2}+b^{2}d^{2}-2abcd\cos(\alpha +\gamma ).}

### Замечание
- Эквивалентные формулировки:
{\displaystyle e^{2}f^{2}=(ac+bd)^{2}-4abcd\cos ^{2}{\frac {\alpha +\gamma }{2}},}
{\displaystyle e^{2}f^{2}=(ac-bd)^{2}+4abcd\sin ^{2}{\frac {\alpha +\gamma }{2}}.}

### Доказательство
Вне четырёхугольника построим внешним образом {\displaystyle \triangle ABF} подобный {\displaystyle \triangle CAD} и {\displaystyle \triangle ADE} подобный {\displaystyle \triangle CAB}, чтобы 
{\displaystyle \angle CAD=\angle FBA},
{\displaystyle \angle ACD=\angle FAB},
{\displaystyle \angle BAC=\angle ADE},
{\displaystyle \angle BCA=\angle DAE}.
Из свойства подобных треугольников имеем: {\displaystyle {\frac {AF}{a}}={\frac {c}{e}}}; {\displaystyle {\frac {BF}{a}}={\frac {d}{e}}}; {\displaystyle {\frac {AE}{d}}={\frac {b}{e}}}; {\displaystyle {\frac {DE}{d}}={\frac {a}{e}}}. Отсюда {\displaystyle AF={\frac {ac}{e}}}; {\displaystyle AE={\frac {bd}{e}}}; {\displaystyle BF=DE={\frac {ad}{e}}}. Сумма углов {\displaystyle \angle B} и {\displaystyle \angle D} в четырёхугольнике {\displaystyle FBDE} равна сумме углов {\displaystyle \triangle BAD}, то есть равна {\displaystyle 180^{\circ }}. Отсюда {\displaystyle FB\parallel DE}. Также {\displaystyle FB=DE}, то есть {\displaystyle FBDE} — параллелограмм. Отсюда {\displaystyle f=BD=FE}. В {\displaystyle \triangle AEF} угол {\displaystyle \angle EAF=\angle A+\angle C} по построению. По теореме косинусов: {\displaystyle f^{2}=\left({\frac {ac}{e}}\right)^{2}+\left({\frac {bd}{e}}\right)^{2}-{\frac {2abcd}{e^{2}}}\cos(\angle A+\angle C)}. Умножением на {\displaystyle e^{2}} получаем требуемое:{\displaystyle (ef)^{2}=(ac)^{2}+(bd)^{2}-2abcd\cos(\angle A+\angle C)}, ч. т. д.

## Следствия
- Если четырёхугольник вырождается в треугольник (одна вершина попадает на сторону), то получается теорема Стюарта.
- Если четырёхугольник вырождается в треугольник и одна вершина попадает на середину стороны, то с учётом равенства основного угла и дополнительного также получается Теорема Аполлония.
- Если четырёхугольник вписан в окружность, то {\displaystyle {\frac {\alpha +\gamma }{2}}={\frac {\pi }{2}}}. Тогда из предпоследней формулы выше следует первая теорема Птолемея: {\displaystyle ef=ac+bd}.
- Если D — центр описанной окружности треугольника ABC, то DA = DB = DC.  Используя теорему об углах вписанных в окружность, получим теорему косинусов для треугольника ABC.